# Августин Волошин
Августин Волошин (укр. Августин Волошин, чеш. Augustin Vološin; 17. март 1874, Келечин, Аустроугарска – 19. јул 1945, Москва, Совјетски Савез) је био украјински политичар и гркокатолички свештеник у Чехословачкој. У јесен 1938. године, постао је премијер аутономне Поткарпатске Русије, а потом први и једини председник Карпатске Украјине, краткотрајне државе која је проглашена 15. марта 1939. године, али је већ током наредних дана окупирана од стране Мађарске. Као политички активиста, припадао је антируској, односно антирусинској струји, која се залагала за претварање карпатских Русина у етничке Украјинце.

## Биографија
Рођен је 17. марта 1874. године, у селу Келечи, жупанија Мармарош (Карпатска Русија), Угарска краљевина (Аустро-угарска). Теологију је студираио у Ужгороду (Будимпештански Универзитет), гркокатолички свештеник постане птврдом папске коморе 1924. Од 1900. до 1917. био је професор математике на ужгородском институту. 1918. постане лидер Закарпатског Народног савета, који је 1919. прихватио филаделфијски споразум; распадом Аустро-угарске, русинске области су ушле тим споразумом у Чехословачку (инсистирањем САД). Анексија се спровела у јесен 1919. За време чехословачке владе 1925. постане посланик у Прагу (као лидер Хришћанске партије Русина). У јесен 1938. године постао је премијер аутономне Поткарпатске Русије, која је потом променила име у "Карпатска Украјина". Након анексије разних чехословачких области од стране Трећег рајха (минхенски споразум) и пред распадом Чехословачке (претња од инвазије Мађарске) Волошин је пробао да сачува своју област са проглашењем независности, те је тако настала настала независна Карпатска Украјина, која је трајала само један дан, до инвазије Мађара. Читава Карпатска Украјина је брзо заузета и Волошин са помочу чехословачке војске 19. марта 1939. побегне у Румунију, која је тада била савезник Чехословачке.
После одлази у Праг, где је професор на Украјинској универзи. Октобра 1944. Црвена армија заузме Закрпатску област, која постане део Совјетског Савеза. Након ослобођења Прага од Немаца, тајна служба (СМЕРШ) Августа Волошина ухапси и одведе у Москву. Умре у затвору Бутирка 19. јула 1945.
2002. за време самосталне Украјине Леонид Кучма прогласи Волошина постхумно за Хероја Украјине.